# 4th LIVE TOUR 2009 〜The Secret Code〜 FINAL in TOKYO DOME
『4th LIVE TOUR 2009 〜The Secret Code〜 FINAL in TOKYO DOME』（フォース ライブツアー ニセンキュウ 〜ザ シークレット コード〜 ファイナル イン トウキョウ ドーム）は、東方神起の映像作品である。2009年9月30日にジェジュンとユチョンのユニット名義の両A面シングル『COLORS 〜Melody and Harmony〜』と同時発売された。

## 概要
2009年5月から7月までの9都市21公演で行なわれ、30万人動員した

『TOHOSHINKI LIVE TOUR 2009 〜The Secret Code〜』より、ツアー最終日となった7月5日の東京ドーム公演の模様を収録。なお、収録対象となった7月5日および前日の公演が、東方神起初の東京ドーム公演となった。
全国ツアー初日の前日にあたる5月3日にジュンスが足を負傷。ツアー初日は車イスに乗り歌唱した。その後、札幌公演から踊れるようになった。
収録対象となった東京ドーム公演（2日間）では、全国ツアーでは初となるメンバーのソロコーナーが用意された。チャンミンはシングルA面の「WILD SOUL」を歌唱、ジュンスの「XIAHTIC」、ジェジュン・ユチョンの「COLORS 〜Melody and Harmony〜」、ユンホの「CHECKMATE」は、各人による自作曲である。

## チャート
17.1万枚の売上を記録し、10月12日付のオリコンDVD総合ランキングで自身初の1位を獲得したし、音楽関連の映像作品で、日本人以外のアジア圏アーティストが総合部門首位を獲得した初の例となった。また、海外のアーティストによるオリコンDVDランキング首位獲得は、レッド・ツェッペリン『レッド・ツェッペリン DVD』以来6年3か月ぶりで、ビートルズ（『ザ・ビートルズ・アンソロジー <初回生産特別価格盤>』）、レッド・ツェッペリンに続く史上3組目となった。

## 演奏メンバー・スタッフ
トータル・ステージ・プロデューサー
- SAM

TOHOSHINKIダンサーズ (アリーナツアー・東京ドーム)
- SONNY
- YU-KI
- GEN
- RYO.T
- KO
- 50

ダンサーズ (東京ドーム)
- TOMONORI
- RYO.I
- YWKI
- k-sk
- RIKA
- NAZUKI
- KAYO
- Anna
- MARIN
- RINA

演奏メンバー
- Yoihiro Kakizaki - バンドマスター & キーボード
- Toshiyuki Takao - ドラム
- Kazuhiro Sunaga - ベース
- Kiyoto Konda - ギター
- Masao Fukunaga - パーカッション

## 収録曲

### Disc 1
1. Secret Game
2. Share The World
3. どうして君を好きになってしまったんだろう?
4. Take Your Hands
5. Stand Up!
6. 9095
7. FORCE
8. Purple Line
9. 呪文-MIROTIC-
10. Heart, Mind and Soul
11. 忘れないで
12. XIAHTIC / JUNSU from 東方神起
13. COLORS 〜Melody and Harmony〜 / JEJUNG & YUCHUN (from 東方神起)
14. CHECKMATE / YUNHO from 東方神起
15. WILD SOUL/ CHANGMIN from 東方神起
16. Begin
17. Nobody Knows
18. TAXI
19. Forever Love
20. “O”-正・反・合

### Disc 2
1. Choosey Lover
2. Sky 〜 Somebody To Love
3. Summer Dream
4. Survivor

- アンコール(ENCORE)

1. The way U are -Japanese ver.-
2. ウィーアー! 〜 Break up the shell
3. Stand by U
4. Kiss The Baby Sky
5. Bolero

- ダブルアンコール (DOUBLE ENCORE)

1. Love in the Ice

- スペシャル (Special)

1. Box in the ship (Tour.Special Edition)
2. TOHOSHINKI 4th LIVE TOUR 2009 -The Secret Code- Backstage & MC DIGEST
3. END ROLL 映像 (東京ドームVer.) ※初回限定盤のみ